# Raymond F. Boyce
Pour les articles homonymes, voir Boyce.
Raymond F. Boyce, né en 1946 et mort le 16 juin 1974, est un informaticien américain connu pour ses recherches dans le domaine des bases de données relationnelles.

## Biographie
Il étudie à l'Université Purdue en Indiana. Après avoir obtenu son PhD, il travaille sur les bases de données pour IBM.
Il a été codéveloppeur du langage SQL,  initialement nommé SEQUEL, et a défini avec Edgar Frank Codd la forme normale de Boyce-Codd notée FNBC (BCNF en anglais) en 1974.
Il meurt en juin 1974 d'une rupture d'anévrisme.

## Publications
- Raymond F. Boyce. Topological Reorganization as an Aid to Program Simplification. Doctoral Thesis, UMI Order Number: AAI7230860, Purdue University, 1972.
- Chamberlin & Boyce, "SEQUEL: A structured English query language," SIGFIDET '74:
- R.F. Boyce, D.D. Chamberlin, W.F. King, and M.M. Hammer. Specifying queries as relational expressions: the SQUARE data sublanguage. Commun. ACM 18, 11 (Nov. 1975)